# Jesmurraya
Jesmurraya is een monotypisch geslacht van korstmossen behorend tot de familie Teloschistaceae. Het geslacht bevat een soort, namelijk Jesmurraya novozelandica.